# Hedvig Taube
Hedvig Ulrika Taube (Estocolmo, 31 de octubre de 1714-ibidem, 11 de febrero de 1744), también llamada condesa von Hessenstein, fue una condesa y cortesana sueca, condesa romana del imperio, y amante real del rey Federico I de Suecia de 1731 a 1744. Es considerada la única amante real oficial de la historia sueca.

## Primeros años
Hedvig Taube era una de los nueve hijos de Edvard Didrik Taube y su esposa Christina Maria Falkenberg. Su hermana, Catalina Carlota, se casaría con el hermano de la famosa condesa científica Eva Ekeblad, que era también tía de Axel von Fersen el Joven. En 1716, el futuro rey Federico I de Suecia fue uno de los padrinos de su hermana, Christina Beata. Durante los años 1720, su padre estaba casi arruinado y fuertemente endeudado debido al juego y malas inversiones: en 1730, la familia se había visto forzada a cambiar su residencia de la ciudad por una más barata.
Hedvig Taube estaba dotada de una gran belleza, y en 1730, el rey se fijó en ella, probablemente durante una visita al barón Otto Reinhold Strömfelt, que estaba casado con su tía paterna. Empezó un cortejo enviando cestas de fruta y flores a la casa de su endeudado padre: según se dice, joyas y otros artículos valiosos iban escondidos debajo de la fruta. También inquirió si Arvid Horn estaría dispuesto a alojarla, con objeto de hacer posible que el rey pudiera cortejarla en persona. Horn rechazó la sugerencia, y durante el Riksdag de 1731, advirtió al rey que era tema de aversión cortejar en propiedad del clero a una joven señorita soltera.
El favorito y confidente del rey, Erland Broman, convenció a su padre de permitir una relación entre su hija y el rey. Hedvig Taube, sin embargo, estaba comprometida con un joven conde, Erik Sparre, y rechazó el arreglo, apoyada por su madre. Su madre sugirió llevarla consigo a Kungshatt, su finca en el campo, para evitar la atención real, pero su cónyuge: "vendió a su hija al rey por una suma bastante considerable. Sus deudas fueron pagadas y se hicieron promociones para sus hijos y parientes", a cambio envió a su mujer sola al campo y mantuvo a su hija con él en la capital. Su prometido, Erik Sparre, fue también alejado al ser incluido como parte del séquito que acompañó al rey en su visita a Hesse, y varias personas fueron enviadas a Hedvig Taube para convencerla de permitir los avances del rey a su regreso, especialmente la tía soltera de su padre, Beata Taube, y Carl Tersmeden, diciéndole que su destino sería más hermoso de lo que podría imaginar. Fue convencida como un deber para con su familia, e invocando la costumbre de la maîtresse-en-titre en Francia, que allí no era visto como impropio y ella podría introducir en Suecia. Entretanto, su madre fue también convencida para aceptar el asunto por Eleonora Lindhielm, Hedvig Catharina Lillie, casada con Daniel Niklas von Höpken, y Magnus Julius De la Gardie, que deseaban beneficiar sus carreras políticas apoyando al rey.
En compañía de su madre y su tía, Hedvig Taube fue llevada al rey en el palacio Karlberg a su regreso de Hesse el 12 de noviembre de 1731. Poco después, fue nombrada hovfröken (dama de honor), de la reina Ulrica Leonor para ser accesible al rey en la corte y, aunque no se dijera en voz alta, para convertirse en su amante. Cuando llegó el carruaje para llevarla a la corte, Tersmeden informó que dijo: "Mi destino es más duro de lo que podría imaginar. Estoy siendo forzada a exponer mi virtud para salvar a una familia arruinada por el juego". Su padre fue nombrado riksråd, y los otros que habían participado en el asunto en favor del rey fueron recompensados.

## Dama de honor

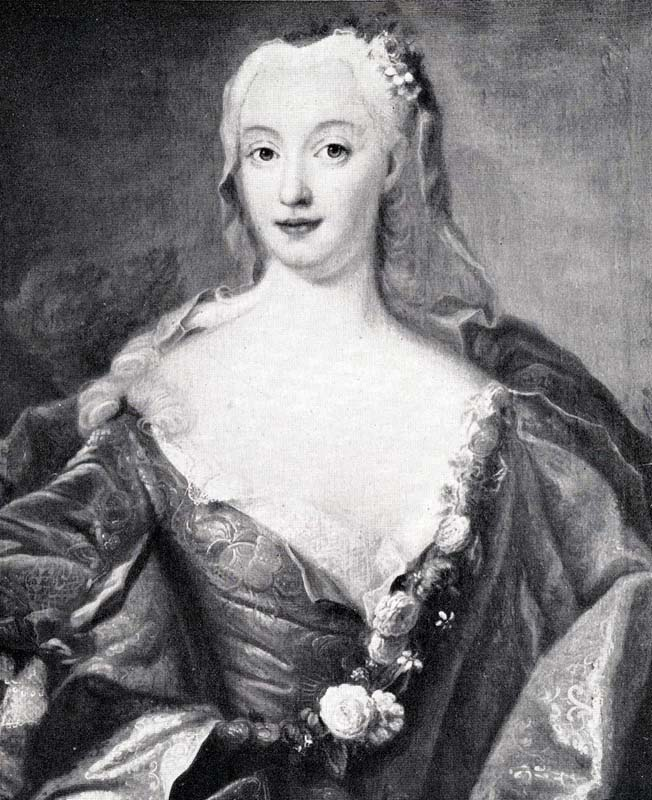
Hedvig Taube por Lorens Pasch.

Durante su servicio como dama de honor en la corte, su posición como amante real fue mantenida en secreto. La relación fue insinuada a la reina por su favorita y confidente, Emerentia von Düben. La reina no consideró apropiado exponer al monarca a la calumnia en público, y participó en proteger la reputación del rey. Durante el viaje de caza a Dalecarlia (Dalarna), que la corte real emprendió en 1732 para celebrar la visita del hermano del rey, el príncipe Guillermo de Hesse, la reina demostró su desprecio por los rumores mostrando afecto a su dama de honor, Hedvig Taube, siendo vistas juntas por el público durante paseos.
En ese momento, era considerada en la corte como una distracción temporal. Era llamada la belle Colombe por el rey, que le dio regalos financiados por sus ingresos de Hesse. En el invierno de 1733-34, Taube quedó embarazada de su primer hijo. El asunto se mantuvo en secreto: Taube se retiró a su alcoba, simulando estar enferma postrada en cama apenas el embarazo empezó a notarse, y antes del nacimiento previsto, en febrero de 1734 el rey convenció a la reina de llevar la corte real al Palacio de Ulriksdal, y Taube se quedó sola para dar a luz en el palacio real de Estocolmo. El bebé, una niña conocida como "Mamsell Erlich", fue entregada a una madre adoptiva, pero murió poco después. Hedvig Taube evitó el descubrimiento oficial, pero el nacimiento fue objeto de chismes generalizados en la capital.
Hedvig Taube fue apoyada por su familia, así como por los políticos Daniel Niklas von Höpken, Karl Gyllenborg y Hans Reinhold von Fersen y sus seguidores, y a su petición, hizo recomendaciones de candidatos para cargos políticos al rey, lo que provocó un creciente descontento. Ella, sin embargo, no mostró ningún interés personal en asuntos de estado. El enviado francés en Suecia, Charles Louis de Biaudos de Casteja, reconoció la participación de mujeres en los conflictos de los partidos suecos en la época y confirmó haber reclutado varios agentes femeninos para los intereses franceses en Suecia, como Charlotta von Liewen y Margareta Gyllenstierna, que intentaron involucrar a la amante real a cambio de 100.000 livres, pero Hedvig se negó y no expresó interés alguno en ser implicada en asuntos estatales.

## Amante real
A finales de 1734, Hedvig Taube quedó embarazada otra vez, y entonces, dejó su puesto en la corte y fue instalada en una residencia privada que el rey había arreglado para ella cerca de la residencia real del palacio de Wrangel a la espera del nacimiento, donde la visitaba regularmente en litera. El 17 de marzo de 1735, dio a luz un varón en la residencia, el cual tuvo como padrino al hermano del rey, Guillermo de Hesse, y se le prometió el futuro título de conde de Hesse, mientras a Hedvig Taube le fue otorgada una pensión de 12.000 dlr del estado de Hesse, donde el hermano del rey gobernaba como landgrave. Todo ello hizo que la relación entre el rey y Hedvig fuese imposible de encubrir y saliera a la luz, siendo ella la primera amante real reconocida en Suecia, lo cual resultó en un escándalo público. Después de su reconocimiento público y su primera aparición en la corte como tal en 1735, la reina protestó alegando que estaba indispuesta y se negó a abandonar sus habitaciones. Después de este desaire, Taube nunca volvió a aparecer por la corte.
La opinión pública favorecía a la reina, que disfrutaba de gran popularidad debido a su piedad personal y por ser el único miembro restante de la antigua dinastía sueca. Sin embargo, la misma reina rechazó mostrar disgusto públicamente, pues ello se oponía a su visión de la dignidad real. Confesó su desagrado en privado a su confidente, Emerentia von Düben, quien, aun así, declaró que era indigno para Ulrica Leonor notar este asunto, y que su posición como reina era intocable: "Así como la luna continúa su curso por el cielo sin preocuparse de los ladridos de los perros, así su Majestad debe despreciar los chismes, que se han desatado por este compromiso tan desafortunado y ciego."
Después del nacimiento, el rey se refirió a Hedvig Taube más respetuosamente como la Comtesse Taube más que la belle Colombe. El escándalo inicialmente provocó el ostracismo social de Hedvig Taube, pero su aislamiento fue roto cuando un grupo de damas de la nobleza, Sarah Derith (cónyuge de Carl Gyllenborg), Eleonora Magdalena Wachtmeister y Eleonora Lindheim (cónyuge de Daniel Niklas von Höpken) le hicieron una visita oficial para pedirle al monarca a través de Taube beneficiar la carrera de sus esposos, lo cual interrumpió el ostracismo e inició su carrera como intermediaria del rey. Después de ello, Hedvig Taube organizó sus propias recepciones en su residencia, a veces sola, y a veces en compañía del rey, y fue anfitriona de artistas y suplicantes de favores. Actuó como mecenas de artistas, el más notable Olof von Dalin, que ha sido referido como su poeta en la corte. Según sus contemporáneos, Hedvig Taube tuvo "poder sobre la mente del rey", y "el uso que hizo de ello finalmente tendría consecuencias bastante significativas tanto en la política interior como en la exterior". Sin embargo, su influencia no se utilizaba normalmente para promover una agenda de ningún tipo, sino para hacer recomendaciones de candidatos a varios cargos al rey, algo exitosamente utilizado por su padre. Su salón se convirtió en un centro de reunión para los Sombreros (partido), que se opuso al gobierno de las Gorras (partido) bajo Arvid Horn, y trató de  influir en el rey a través de ella después del Riksdag de 1734 hasta el Riksdag de 1738. Sin embargo, ella misma no se oponía a Horn.

### Riksdag de 1738-39
El Riksdag de 1738-39 significó una crisis para Hedvig Taube. Frustrado por su negativa a ser reclutada como agente e influir en el monarca a favor de los Sombreros apoyados por Francia, el partido de los Sombreros bajo Carl Gyllenborg retiró su apoyo a su incorporación al Riksdag de 1738. Ya en la inauguración del teatro en lengua sueca Bollhuset el año anterior, la obra de Gylleborg, Svenska sprätthöken, había criticado al rey y su gobierno, y antes del Riksdag de 1738, el principal simpatizante de los Sombreros, la anfitriona de salón Hedvig Catharina Lillie, organizó una obra en su teatro privado en honor al día de nacimiento del rey, donde se caricaturizó la relación del rey y Taube, un incidente que afectó la opinión a favor del partido de los Sombreros en las siguientes elecciones, ya que se habían posicionado contra el adulterio del monarca. Numerosos panfletos y propaganda circularon condenando el adulterio real y el gobierno de las Gorras en nombre del partido de los Sombreros, y Carl Gyllenborg escribió una carta anónima de queja al arzobispo Jöns Steuchius acusándole de desatender su deber, firmando "Lisa Husbonde" (Lisa la Maestra de la Casa). Todo esto conmovió a la opinión pública, y según los informes Hedvig Taube utilizó sobornos en un intento de impedir que el asunto se planteara en el parlamento.
Durante el Riksdag de 1738-39, el padre de Hedvig Taube fue depuesto como riksråd después de que Sten Coyet planteara la cuestión de la relación entre su hija y el rey. La cuestión del adulterio del rey con Hedvig Taube fue finalmente planteada en el Riksdag por Fryxell, un miembro del estado del clero. El arzobispo ya había tenido una conversación privada con la reina sobre ello, durante la cual la soberana se había lamentado sobre el adulterio del rey y su decepción con la familia Taube. El estado del clero señaló el juramento hecho por el rey en 1720, cuando sucedió a la reina en el trono sueco después de que abdicara a su favor, en la que había hecho la promesa de: "amar, honrar y respetar a mi más digna consorte, la todopoderosa princesa Ulrica Leonor [...], y declara que los estados están libres de su juramento de lealtad, si alguna vez rompo este juramento y seguro", declarando al rey depuesto si no respetaba a la reina. Se formó una delegación del obispo Erik Benzelius el Joven y el superintendente Aurvillius. El 2 de abril de 1739, la delegación interrogó al confesor de la corte, Stiernman, quién negó haber realizado alguna ceremonia de matrimonio secreta entre el rey y Taube, negó estar al tanto de algún hijo ilegítimo suyo y rechazó revelar cualquier cosa dicha bajo confesión. El 3 de abril, la delegación visitó al rey. Federico I declaró que no podía deshacer lo que estaba hecho; que no era el único hombre con hijos ilegítimos; que el obispo Benzelius no era la persona adecuada para lanzar la primera piedra, refiriéndose a los escándalos que rodeaban a la hija del obispo, Greta Benzelia; que defendería a Taube contra cualquiera y que su pecado con Taube era un asunto entre él y Dios, y que su juramento como rey no se refería a su vida privada. El 26 de abril, el rey expresó su deseo de partir hacia Hesse. Se rumoreaba que planeaba quedarse allí permanentemente con Taube. Circuló el rumor de un golpe de Estado planeado por los seguidores de la reina. El plan era que el rey se fuera con Taube, dejando a la reina como regente de Suecia en su ausencia. Después de su partida, los seguidores de la reina le presentarían pruebas de que el rey se había casado en secreto con Taube, esperando que la reina respondiera considerando su matrimonio disuelto y aceptando reincorporarse como monarca. Este golpe previsto nunca tuvo lugar; el rey nunca presentó una petición para irse a Hesse. En paralelo, sin embargo, se compraron grandes propiedades en Holstein a través de Erland Broman y con dinero hesiano: Panker, Todendorf, Clamp, Hohenfelde, Vogelsdorf y Schmoll, para los hijos de Hedvig Taube.
El Riksdag de 1738-39 terminó con un nuevo gobierno del partido de los Sombreros. El gobierno de los Sombreros se alió a Francia contra Rusia. Según los informes también utilizaron el asunto de Hedvig Taube como herramienta para controlar al rey. Cuando el hermano del rey, Guillermo de Hesse, se casó con una princesa británica, el rey aceptó dinero británico para Hesse, en su calidad de landgrave de Hesse. Esto dio lugar a una crisis entre el rey y el gobierno de los Sombreros, que vio la alianza entre Suecia y Francia socavada y desacreditada por la alianza entre Gran Bretaña y Hesse, ya que Hesse y Suecia estaban en ese momento unidos por una unión personal. Esta crisis fue utilizada por el partido de las Gorras apoyado por los británicos, que creían que podrían obtener apoyo del rey, si solo se eliminaba a Taube, la herramienta de presión de los Sombreros. El hermano del rey, Guillermo de Hesse, regente de Hesse en su ausencia y heredero al trono de Hesse, también se opuso fuertemente a Taube, debido a que su pensión había sido tomada del estado hesiano y a su temor de que el rey se casara con ella en el futuro lo que haría que sus hijos fueran herederos al trono hesiano, y a través de su enviado en Suecia, presionó a su hermano para que se deshiciera de Taube. En el verano de 1740, los hijos de Taube fueron enviados a sus propiedades en Holstein, y algún tiempo después, ella se fue para unirse a ellos, después de haber sido amenazada por el presidente de Hesse, Danckelmann, con la pérdida de su pensión hesiana, a pesar de los intentos del partido de los Sombreros de que se quedara. Sin embargo, se detuvo a medio camino y se quedó en la finca Östermalma cerca de Nyköping con su cuñado, Wolter Reinhold Stackelberg.

### Riksdag de 1740-41
Durante el siguiente Riksdag de 1740-41, surgió una oportunidad para el gobierno de los Sombreros para declarar la guerra contra Rusia, en que buscaron el apoyo del rey. A pesar de la oposición de la reina a la guerra, el rey dio su consentimiento, y a partir de entonces, recibió el apoyo de los Sombreros a reanudar su relación con Taube. Entonces se fue a Nyköping, oficialmente en un viaje de caza, donde reanudó su relación con Hedvig Taube y le presentó un documento del Emperador Romano Germánico (durante el interregno representado por el elector de Sajonia), concediendo a sus hijos los títulos de condes Imperiales de Hessenstein. Hedvig Taube regresó a la capital, aunque para evitar provocaciones, inicialmente se quedó en una cabaña alquilada en Södermalm, a las afueras de la ciudad.
El Riksdag de 1740-41 resultó en una nueva crisis para Hedvig Taube. Al llegar a este punto, un cambio había ocurrido en la actitud de la reina, signos que ya se habían observado durante el Riksdag de 1738. A pesar de demostrar su compasión con el otro riksråd depuesto durante el riksdag, sonrió cuando se mencionó la desgracia del padre de Hedvig Taube. Cuando organizó la boda de su dama de honor, Sigrid Bonde, en la corte, no invitó a las familias Taube, Gylleborg y Sparre (último conocido en apoyar a Hedvig Taube), a pesar de que según el protocolo se esperaría que fueran incluidos, y cuando el nuevo riksråd Carl Sparre, un conocido apoyo de Taube, se le presentó durante la audiencia para los nuevos miembros de gobierno, ella se apartó visiblemente, impidiéndole dar un beso a su falda de acuerdo con el protocolo. La reina estaba celosa y sentía su orgullo herido. Otra razón de su cambio de conducta era según los informes, que como devota luterana, estaba preocupada por el alma del rey debido a su adulterio. El regreso de Hedvig Taube después de su exilio provisional fue aparentemente la última gota que colmó el vaso, y ella reaccionó retirándose a sus aposentos y rechazando mostrarse en público durante algún tiempo.
El disgusto de la reina Ulrica Leonor no fue un asunto menor para el Riksdag: no solo debido a la popularidad de la reina, sino también porque la soberana había abdicado a favor del rey a condición de que ella le sucedería si él (que era doce años mayor) fallecía antes, una condición que de hecho hacía a la reina la heredera del trono, y durante el Riksdag de 1741, cuando la reina se quedó con la corte en su residencia de verano del palacio Karlberg, el asunto del adulterio del rey fue, por segunda vez, planteado en el parlamento por el estado del clero, esta vez por el obispo Erik Benzelius, quién se refirió al asunto como "lo que la reina ha dado a conocer" que tendrían que plantear, para "poner el corazón de luto de la Reina a descansar". Se hizo una declaración oficial de protesta, con un recordatorio del juramento del rey de tratar siempre a la reina con respeto por haber abdicado a su favor, y que todo el reino lamentaba el dolor de la soberana, y estaba preocupado por el bienestar del alma del rey. Dos delegaciones del estado del clero fueron nombradas: una para el rey, y otra para Hedvig Taube.
En julio de 1741, la declaración fue leída al rey en su cámara de audiencias. El rey reaccionó con ira, rechazando aceptar la declaración y declaró que el Riksdag de los Estados había prometido no interferir en su vida privada. Fue, en su segundo intento, forzado a recibir la declaración. Cuando el obispo Schröder informó del resultado de la audiencia con el rey a la reina, Ulrica Leonor insistió en que la embajada prevista a Hedvig Taube fuera también ejecutada según el plan, y respondió a las dudas del obispo con las palabras: "Cuando ustedes los sacerdotes siguen su llamada y su conciencia, hacen bien en hacerlo sin preocuparse por otros asuntos."
Cuando la delegación llegó a Hedvig Taube temprano esa mañana, ella se disculpó reclamando estar en cama y enferma, pero los sacerdotes entraron igualmente en su dormitorio, y se vio obligada a recibirles en cama. Les dijo que no podía ver por qué el Riksdag de los Estados tendría que interesarse en ella, que nunca se había implicado en política, pero tuvo como respuesta que su negocio era el bienestar del alma del rey y de ella misma. Se tapó la cara con la sábana y llorando contestó: "Hubiera estado bien, si esto se hubiera impedido hace doce años, cuando era demasiado joven para protegerme". La delegación expresó su compasión por el hecho de que hubiera sido dirigida a pecar, pero que no tenía que seguir haciéndolo ahora que era consciente de ello, y abandonar la capital: "Su Señoría tendría que considerar, lo mucho que desagrada a la honorable Reina más que a todos nosotros, que nos lamentamos por ello, al punto de acortar su vida por el dolor, el daño tan grande a la patria." A esto, contestó: "Nunca me han llevado a ver, que Su Majestad haya sido desagradable o esté desagradada en este asunto" y fue la respuesta: " Podemos asegurar a Vuestra Señoría que es así, y de qué otro modo podría ser?" La delegación entonces leyó la declaración, "Su Señoría tendría que considerar, que ella con su conducta durante tanto tiempo ha incumplido su deber como sujeto a su Majestad Real, su soberana gentil así como a todos nosotros", y dejaron el documento allí. Hedvig Taube, sin embargo, regresó a su posición anterior y su residencia en la capital apenas el Riksdag de 1741 fue disuelto.

## Vida posterior

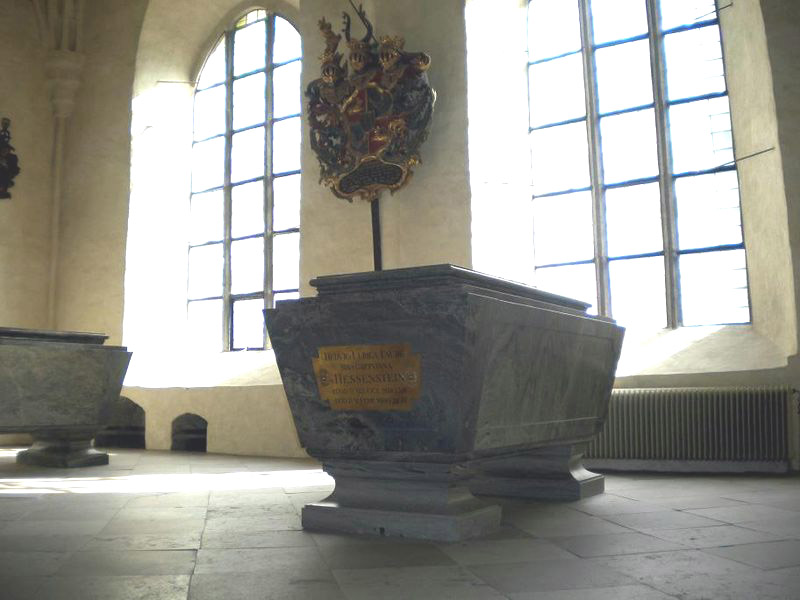
Tumba de Hedwig Taube von Hessenstein en la Catedral de Strängnäs.

De acuerdo con el documento de abdicación de 1720, la reina abdicó a favor del rey a condición de que le sucedería si fallecía él antes, por lo que la reina había sido en efecto la heredera al trono de Suecia. A su muerte en noviembre de 1741, sin hijos, la cuestión de la sucesión al trono sueco fue planteada. Se esperaba que Hedvig Taube, consciente de que su exilio se debía a los esfuerzos de los británicos y hesianos que apoyaban al partido de las Gorras, apoyaría al partido de los Sombreros apoyado por Francia. El embajador francés en Suecia, Marc Antoine Frond de Beaupoil, marqués de Lanmary, la cortejó, le regaló una vajilla de oro y sus hijos fueron nombrados coroneles franceses para asegurar su apoyo al candidato francés en la elección de un heredero al trono sueco: Cristián IV, conde palatino de Zweibrücken. Fue durante este periodo, que Taube según se dice tuvo esperanzas de casarse con el rey y que sus propios hijos se convirtieran en herederos al trono. Cuando perdió la esperanza de esto, aceptó apoyar al candidato francés. El 29 de marzo de 1742 sus hijos fueron nombrados condes suecos, y el 2 de febrero de 1743 fue nombrada condesa romana de Hessenstein.
Durante la rebelión Dalecarliana (1743), cuando los campesinos rebeldes marcharon a la capital en apoyo del candidato danés y protestaron contra el gobierno de los Sombreros, ella, así como Fredrik Gyllenborg, Carl Gustaf Tessin, Anders von Höpken y muchas otras figuras del partido de los Sombreros dejaron la ciudad temiendo por su seguridad. En 1743, el candidato ruso Adolfo Federico de Holstein-Gottorp fue elegido heredero al trono. En diciembre, el príncipe heredero fue llevado a ella en secreto por la noche en compañía solo del rey, un cortesano y Erland Broman, y le fue presentado de manera no oficial mientras ella permanecía en cama debido a su embarazo con malestares. Durante la visita, suplicó al príncipe protección para ella y sus hijos. Después de la visita, el príncipe heredero comentó que entendía el afecto del rey, y que nunca hubiera pensado que Hedvig Taube fuera tan hermosa y encantadora.
Hedvig Taube falleció por las secuelas del parto complicado. Su último embarazo fue muy difícil, y durante la gestación, la oyeron maldecir a su padre y a Erland Broman, tirando los regalos del rey a su alrededor, y dijo a su confesor que sería culpa del rey si ella iba al infierno y que también él iría allí si no mejoraba. Según los informes, el rey tenía planes para casarse con Hedvig Taube como viudo, pero los planes nunca se realizaron debido a su muerte.
En 1745, Taube fue reemplazada como amante real oficial por Catharina Ebba Horn.

## Hijos
1. Mamsell Ehrlich (1 de marzo de 1734-murió poco después), póstumamente conocida como Fredrika Vilhelmina von Hessenstein.
2. Príncipe Fredrik Vilhelm von Hessenstein (17 de marzo de 1735-27 de julio de 1808).
3. Conde Karl Edvard von Hessenstein (26 de noviembre de 1737-17 de abril de 1769).
4. Condesa Hedvig Amalia von Hessenstein (2 de febrero de 1744-6 de mayo de 1752).